# Koshi Inaba LIVE 2010 〜enII〜
『Koshi Inaba LIVE 2010 〜enII〜』（コウシ・イナバ・ライブ・ツー・サウザンド・テン・エン・ツー）は、日本の音楽ユニット・B'zのボーカリスト・稲葉浩志の2作目の映像作品。2011年2月16日にVERMILLION RECORDSから発売された。

## 概要
4枚目のソロ・アルバム『Hadou』発売後、6年ぶりに開催したライブツアー『Koshi Inaba LIVE 2010 〜enII〜』から、日本武道館公演を完全収録した映像作品。
2011年2月28日付オリコン週間ランキングでは、DVDが初週2.7万枚売り上げて総合1位を獲得。さらにBlu-rayが初週2.1万枚を売り上げ総合2位を獲得した（ミュージック部門では1位）。これにより、ミュージック部門ではDVD・Blu-ray両部門で1位となり、男性ソロ・アーティスト初の記録となった。

## メンバー
- 稲葉浩志：ボーカル、ギター、ブルースハープ
- ヨギ・ロニチ：ギター
- ジョシュ・グーチ：ギター
- コリー・マコーミック：ベース
- 小野塚晃：キーボード
- シェーン・ガラース：ドラム

## 収録映像曲
1. Tamayura
  - 前アルバム『Peace Of Mind』からの選曲で、本ツアーが初演奏。前ツアーでは演奏されなかったが、稲葉によると次のライブの1曲目にすることは当時から決めていたという。
2. マイミライ
3. The Morning Call
4. Okay
  - 稲葉によるMCから演奏。稲葉がフライングVギターを演奏している。
5. エデン
  - ツアー後半で「去りゆく人へ」、「主人公」と日替わりとなり、広島公演のみ「リトルボーイ」が演奏された。
6. AKATSUKI
7. 波
  - 稲葉によるMCから演奏。本ツアー唯一の『マグマ』からの選曲。
8. LOVE LETTER
  - 唯一の『志庵』からの選曲。
9. 透明人間
  - ライブ初演奏。
10. 赤い糸
11. Lone Pine
12. この手をとって走り出して
  - DVDではここでDisc1が終了。
13. LOST〜Wonderland
14. 遠くまで
15. 〜jam〜
  - サポートメンバーによるジャム・セッション。演奏後に稲葉によるメンバー紹介が行われる。
16. CAGE FIGHT
17. 今宵キミト
18. 絶対(的)
19. 正面衝突
  - 本編ラストナンバー。
20. ハズムセカイ
  - ライブ初演奏。ここからアンコール。本作では未収録となったが、武道館公演2日目のみ稲葉と親交があるスティーヴィー・サラスがシークレットゲストとして登場した[4]。
21. イタイケな太陽

エンドロールでは本ツアーのエンディングSEとして流された未発表曲「cocoa」（当時はタイトル非公表）が使用されている。14年後の2024年に、6thアルバム『只者』に収録された。